# Pyrausta tetraplagalis
Pyrausta tetraplagalis là một loài bướm đêm trong họ Crambidae.